# Вулых, Александр Ефимович
Алекса́ндр Ефи́мович Вулы́х (род. 5 февраля 1956, Москва) — советский и российский русский писатель, переводчик, журналист и поэт, критик, сценарист, колумнист.

## Биография
Родился в семье архитекторов — Ефима Петровича Вулыха и Людмилы Александровны Жуковой (29.02.1916 — 15.08.1994), работавшей в институте Моспроект в мастерской В. Л. Воскресенского.
Как отмечается на официальном сайте поэта,

Александр — один из самых известных современных российских поэтов. Его стихи регулярно публикуются в периодике. Они входят в крупнейшие отечественные энциклопедии и антологии русской поэзии, такие, как «Строфы века» (1995) и «Русская поэзия. XX век» (1998).

В 1998 году А. Вулыха пригласили на «Русское радио», где он проработал два года. Писал «Стих дня от Александра Вулыха», каждый день выдавая «свежий народный афоризм». Слушатели «Русского радио» повторяли и пересказывали эти ежедневные мини-произведения. Так Саша стал профессиональным поэтом, человеком, зарабатывающим своей поэзией деньги. Но очень скоро понял, что в России поэт может заработать только в шоу-бизнесе. Так Вулых стал писать стихи для песен. Формировался шоу-бизнес, и вместе с ним формировался поэт-песенник. Александр писал стихи для песен хедлайнеров российской поп-сцены. Песни на его тексты исполняли: Филипп Киркоров, Николай Носков, Лариса Долина, Александр Маршал, Ирина Аллегрова, Игорь Саруханов, Лолита, Ани Лорак, Жасмин, Наташа Королёва, Диана Гурцкая, Анна Резникова, Михаил Шуфутинский, Борис Моисеев, Данко, Виктор Чайка, Александр Буйнов, «Стрелки», «Премьер министр», «Самоцветы», «На-на», «Мурзилки Интернешнл» (проект «Авторадио»), «Шао? Бао!», Александр Кальянов, Владимир Пресняков и многие другие. И самая первая песня группы «Тату» «Скажи, зачем я жду звонка» — от Александра Вулыха.
Потом была работа на телевидении — на ОРТ, на ТНТ, на СТС. Утром поэт приезжал на телевизионную студию и выдавал стих дня и тему для новостей.
Член общественного совета Российского еврейского конгресса.
Подписал открытое письмо в «Литературной газете» в поддержку вторжения России на Украину.

### Карьера

#### Переводы
Начинал как профессиональный поэт-переводчик, переводил румынскую и молдавскую поэзию. Одна из любимых румынских книг поэта «Как зовут четвёрку Битлз» была написана необычным языком — ритмизированная проза без знаков препинания о непонимании большим миром влюблённого человека. Переводческая работа отразилась потом на мюзикле «12 стульев», который Вулых писал целый год — он на спор написал арию Остапа Бендера, которую тот поёт любительнице всего иностранного Эллочке на румынском языке.

#### Публикации
Автор публицистических, литературоведческих, полемических статей, которые публиковались во множестве журналов и газет:
- «Вечерний клуб»,
- «Московский комсомолец»,
- «Московская комсомолка»,
- «Московская правда»,
- «Музыкальная правда»,
- «Новый взгляд»,
- «Огонёк»,
- «Профиль»,
- «Moulin Rouge».

#### Редакторская работа
С 1991 по 1999 год — главный редактор арт-проекта «Ночное рандеву». С 1995 года газета выходила в качестве ежемесячного приложения к ежедневной газете «Московская правда». На этом этапе спонсорскую помощь изданию оказал ИД «Новый взгляд» Евгения Додолева, позиционирующего этот проект как «ещё не литературу, но уже не журналистику».
С 1 августа 2019 года редактор отдела сатиры и юмора «Литературной газеты» «Клуб 12 стульев».

#### Сценарная работа
Автор сценариев мюзиклов, концертных программ и шоу.

## Выборочная библиография

### Поэзия
- Автор поэмы «Бубновый туз», включённой в энциклопедию «Игорный дом» (1995) наряду с классикой русской литературы этого жанра.
- В 1997 году вышел сборник «Здесь были стихи» (ISBN 587214038-1).
- В 2010 году вышел сборник «Исповедь Роллс-Ройса» (изд. «Креативная Группа Дмитриади»).

### Спектакли
- Музыкальная авантюра на музыку А. Киселёва «Мата Хари» о жизни и смерти Маргариты Гертруды Зелле, — самой известной шпионки Первой мировой войны[8].

## Награды
- Лауреат «Песни года», номинант премии «Овация» (2003).
- Лауреат телефестиваля «Песня года „Из ХХ в XXI век“» за песню «Лодочка, плыви» (2000) и «Придуманная любовь» (2001) написанные в соавторстве с композитором и певцом И. Сарухановым и за песню «Белый пепел» (2002) исп. А. Маршал.
- Лауреат премии юмористической страницы газеты «Московский комсомолец» за 2001 год.
- Обладатель Гран-При Всероссийского телевизионного конкурса «Весна Победы», организованного Первым каналом, за песню «Пропавшим без вести» в исполнении Николая Носкова (муз. В. Кубышко) (2010).